# Terminalia neotaliala
Terminalia neotaliala là một loài thực vật có hoa trong họ Trâm bầu. Loài này được Capuron miêu tả khoa học đầu tiên năm 1973.